# Stadion Education City
Education City Stadium (arabsky استاد المدينة التعليمية‎) je fotbalový stadion, který se nachází v katarském městě Al Raján a byl postaven jako dějiště nadcházejícího Mistrovství světa ve fotbale 2022, které se koná v Kataru. Stadion se nachází v areálu několika univerzitních kampusů v Katarském vzdělávacím městě (Qatar Foundation's Education City). 25 000 míst si stadion po skončení mistrovství světa ve fotbale ponechá pro využití univerzitními sportovními týmy. Dne 3. září 2020 se na stadionu uskutečnil první oficiální zápas, v rámci utkání Katarské ligy.

## Stavba
Stadion se nachází na okraji hlavního města Dauhá a má kapacitu 45 350 míst. Dostal přezdívku „diamant v poušti“. Díky tomu, že 20 % stavebních materiálů bylo označeno za ekologické,[ujasnit] patří stadion mezi nejekologičtější stadiony na světě. V květnu 2019 získal stadion Education City Stadium pětihvězdičkové hodnocení GSAS.
Dodavatelem stavby je společnost JPAC JV, která jmenovala hlavním architektem Pattern Design a inženýrským projektem společnost Buro Happold. Stejně jako ostatní stadiony postavené pro účely Mistrovství světa ve fotbale 2022 byl kritizován za pracovní podmínky migrujících dělníků, a to i ze strany Amnesty International.

### Mistrovství světa ve fotbale v Kataru
Stadion Education City je jedním z osmi stadionů přestavěných pro potřeby Mistrovství světa ve fotbale 2022 v Kataru. Stavba stadionu byla dokončena v červnu 2020, čímž se stal třetím dokončeným stadionem pro mistrovství světa. Dne 15. června 2020 byl oficiálně otevřen.

## Historie
Dne 30. září 2019 FIFA oznámila, že stadion Education City bude hostit zápas o třetí místo a finále Mistrovství světa klubů FIFA 2019, přičemž turnaj se bude konat v Kataru. Na stadionu se měl také odehrát první zápas Liverpoolu v semifinále, ale 7. prosince 2019 bylo oficiální otevření stadionu Education City odloženo na začátek roku 2020, a tak se úvodní zápas Liverpoolu, finále i zápas o třetí místo přesunuly na Chalífův mezinárodní stadion v Dauhá.
Mistrovství světa klubů FIFA 2020 se opět konalo v Kataru. Jedním z míst konání byl stadion Education City, na kterém se odehrál jeden zápas druhého kola, jeden semifinálový zápas, zápas o třetí místo a finále mezi Bayernem Mnichov a UANL. V roce 2020 se na stadionu Education City Stadium konaly zápasy východní a západní zóny Ligy mistrů AFC 2020.
Během Arabského poháru FIFA 2021 stadion hostil pět zápasů.

## Mistrovství světa ve fotbale 2022
Stadion Education City bude hostit osm zápasů během Mistrovství světa ve fotbale 2022.
| Datum              | Čas   | Tým 1              | Výsledek | Tým 2              | Kolo        | Počet diváků |
| ------------------ | ----- | ------------------ | -------- | ------------------ | ----------- | ------------ |
| 22. listopadu 2022 | 14:00 | Dánsko             | 0 – 0    | Tunisko            | Skupina D   | 42 925       |
| 24. listopadu 2022 | 14:00 | Uruguay            | 0 – 0    | Jižní Korea        | Skupina H   | 41 663       |
| 26. listopadu 2022 | 14:00 | Polsko             | 2 : 0    | Saúdská Arábie     | Skupina C   | 40 875       |
| 28. listopadu 2022 | 14:00 | Jižní Korea        | –        | Ghana              | Skupina H   |              |
| 30. listopadu 2022 | 16:00 | Tunisko            | –        | Francie            | Skupina D   |              |
| 2. prosince 2022   | 16:00 | Jižní Korea        | –        | Portugalsko        | Skupina H   |              |
| 6. prosince 2022   | 16:00 | F1                 | –        | G2                 | Osmifinále  |              |
| 9. prosince 2022   | 16:00 | Vítěz osmifinále 3 | –        | Vítěz osmifinále 4 | Čtvrtfinále |              |